# Château Sainte-Marie de Longages
Pour les articles homonymes, voir Château Sainte-Marie.
Le château Sainte-Marie ou château de Longages-Comminges est situé sur la commune de Longages, dans le département de la Haute-Garonne.

## Historique
Le monument fait l’objet d’un classement au titre des monuments historiques depuis le 28 décembre 1984 et d'une inscription à cette même date.
Château des XVe et XVIe siècles construit par Roger de Comminges, vicomte de Bruniquel comtes du Comminges.